# The Good, the Bad and the Queen (album)
The Good, the Bad and the Queen est l’album du groupe de rock alternatif britannique sans nom créé par Damon Albarn. Cet album est sorti le 22 janvier 2007 - édité par Parlophone - en Angleterre. C'est en un sens un album-concept, puisque ses chansons ont toutes pour thème la vie moderne à Londres. Damon Albarn l'a décrit comme "un cycle de chansons qui est également une pièce à suspense à propos de Londres" dans une interview pour le magazine Mojo. Toutes chansons de l'album ont été jouées dans l'ordre, sur scène au cours du premier concert du groupe, avec deux autres titres "Intermission Jam" et "Mr. Whippy". Ce dernier est une B-side sur le single "Herculean"
On parle de ce projet de The Good, the Bad and the Queen comme d'une simple escapade musicale de la part de Damon Albarn, le leader du groupe, avant que celui-ci ne retourne à Blur pour leur prochain album.

## Liste de titres
1. "History Song" - 3:05
2. "'80s Life" - 3:26
3. "Northern Whale" - 3:54
4. "Kingdom of Doom" - 2:42
5. "Herculean" - 3:59
6. "Behind the Sun" - 2:38
7. "The Bunting Song" - 3:47
8. "Nature Springs" - 3:10
9. "A Soldier's Tale" - 2:28
10. "Three Changes" - 4:15
11. "Green Fields" - 2:26
12. "The Good, the Bad and the Queen" - 6:59
13. "Back in the Day" - 5:33 (bonus track sur la version japonaise)

### DVD Bonus (UK)
1. "Nature Springs" (live at the Tabernacle)
2. "The Bunting Song" (live at the Tabernacle)
3. "The Good, The Bad And The Queen" (live at the Tabernacle)
4. "A Soldier's Tale" (séquences de la répétition)
5. "The Good, The Bad and The Queen" (interview)

## Membres du groupe
- Damon Albarn - Chant, Guitare, Piano
- Simon Tong - Guitare
- Paul Simonon - basse
- Tony Allen  - batterie

## Anecdote
- La liste des titres a été dévoilée et commentée par Damon Albarn et Paul Simonon au cours d'une  interview dans le numéro de novembre 2006 de la revue UNCUT[3].